# Cuestionario PVP
El cuestionario PVP (Problem Video Game Playing Questionnaire), presentado en la revista británica Addiction en 2002, fue el primer instrumento psicológico diseñado para la evaluación de los problemas derivados del abuso de cualquier tipo de videojuego en cualquier tipo de sistema de juego. Una reciente revisión de todos los instrumentos desarrollados en esta área concluyó que "the Problem Videogame Playing (PVP)Scale may provide the best overallmeasure of Internet Use Disorder". Sus autores son los profesores de Psicología Ricardo A. Tejeiro Salguero, de la Universidad de Liverpool y Rosa M. Bersabé Morán, de la Universidad de Málaga.
El diseño del PVP partió de una revisión de los criterios para la dependencia de sustancias y el juego patológico incluidos en la cuarta edición del Manual Diagnóstico y Estadístico de la Asociación Americana de Psiquiatría (DSM-IV; APA, 1994), así como de una extensa revisión de la literatura sobre las adicciones. El resultado fue una escala compuesta por 9 ítems de respuesta dicotómica. Todos los criterios del DSM-IV para dependencia de sustancias –menos uno– y todos los criterios para juego patológico –menos uno– están incluidos en el PVP.
En el estudio de validación, el PVP fue aplicado a 223 adolescentes de las ciudades de La Línea de la Concepción y Granada. El análisis factorial demostró que se trata de una prueba unidimensional. La consistencia interna (coeficiente alfa de Cronbach=.67) fue aceptable dado su breve número de ítems; esa consistencia interna disminuye si se elimina cualquiera de los ítems. Se informó también de diferentes evidencias de validez al comparar el PVP con medidas alternativas de juego excesivo: correlaciones positivas entre la puntuación total en el cuestionario y la frecuencia de juego (r = 0.64), duración media poor episodio (r = 0.52) y tiempo máximo por sesión (r = 0.56). En los tres casos estas relaciones fueron significativas (p<0.001). También se halló una correlación significativa entre las puntuaciones en el PVP y en la Severity of Dependence Scale  (r=.47;  p<0.001), lo que incrementa la evidencia a favor de la validez de constructo del PVP. Quienes afirmaron que creían jugar en exceso también obtuvieron una puntuación media en el PVP superior a los que respondieron negativamente (t(220)=-4.59; p<0.001). El mismo resultado apareció cuando se preguntó por la percepción de tener algún tipo de problema asociado al uso de videojuegos (t(221)=-3.43; p=0.001). Finalmente, aquellos que pensaban que sus progenitores estaban preocupados por su uso excesivo de videojuegos también obtuvieron puntuaciones superiores en el PVP (t(200)=-6.15; p<0.001).
Con todo, aunque el PVP y otros instrumentos posteriores desarrollados a partir del DSM hacen posible la detección y evaluación de problemas aparentemente adictivos, no hay consenso sobre si dichos problemas constituyen propiamente una adicción o una condición de abuso. Por consiguiente, los autores del PVP recomiendan su utilización como una aproximación cuantitativa más que como instrumento diagnóstico.

## Investigaciones con el PVP
Tras su inclusión en la revista Addiction, el artículo que presentaba el PVP fue publicado, en su texto íntegro traducido, en la revista italiana Personalitá/Dipendenze, editada por la Societa di Studio per i Disturbi di Personalitá, en la revista griega Exartiseis y en la revista especializada The Complete Practitioner, en los Estados Unidos.
Desde esa fecha, el PVP ha sido utilizado, en su versión original o con cambios menores (en la redacción, número de ítems o formato de respuesta) en investigaciones realizadas por instituciones de numerosos países de 4 continentes:
Estados Unidos
- Lyles (2007)[8]
- Langley (2010)[9]
- Elliott, Golub, Ream, & Dunlap (2012)[10]
- Ream, Elliott & Dunlap (2011a)[11]
- Ream, Elliott & Dunlap (2011b)[12]
- Tolchinsky & Jefferson (2011)[13]
- Lewis, Weber & Bowman (2006)[14]
- Hart et al. (2009)[15]

Canadá
- Adlaf, Paglia-Boak, Beitchman & Wolfe (2008)[16]
- Parker et al. (2008)[17]
- Taylor (2008)[18]
- Lafrenière, Vallerand, Donahue & Lavigne (2009)[19]

Islandia
- Hróarsson (2004)[20]
- Einarsdóttir (2008)[21]
- Skarphédinsson, Pálsdóttir, & Ólason (2008)[22]
- Arnasson (2011)[23]

Francia
- Bioulac, Arfi & Bouvard (2008)[24]
- Bioulac, Arfi & Bouvard (2010)[25]

Australia
- Loton (2007)[26]
- Porter et al. (2010)[27]

Thailandia
- Hongsanguansri, Silpakit & Ruangkanchanasetr (2006)[28]

- Supaket, Munsawaengsub, Nanthamongkolchai, & Apinuntavetch (2008)[29]

España
- Tejeiro, Gómez-Vallecillo, Pelegrina, Wallace & Emberley (2012)[3]

- Tejeiro, Angulo, Gómez-Vallecillo, Pelegrina, Wallace & Emberley (2012)[30]

Brasil
- Icassati-Suzuki, Vieira, Araujo, & Magallaes (2009)[31]

Chile
- Arab et al. (2007)[32]

Perú
- Vallejos & Capa (2010)[33]

Reino Unido
- Collins, Freeman, & Chamarro-Premuzic (2012)[34]

China
- De-Lin Sun et al. (2008)[35]

## Ítems del cuestionario
Artículo original en inglés: Tejeiro, R. y Bersabé, R.M. (2002). Measuring problem video game playing in adolescents. Addiction, 97, 1601-1606.
Ítems en español (la puntuación se obtiene sumando el número de respuestas SÍ; no existe punto de corte: a más puntuación, mayor gravedad de los problemas):
Por favor, indique si durante el último año ha experimentado o no (SI ó NO) los siguientes pensamientos o sentimientos o ha realizado las siguientes conductas:
1. Cuando no estoy jugando a los videojuegos, sigo pensando en ellos (recordando jugadas, planeando las siguientes, etc.).
2. Cada vez juego más tiempo con los videojuegos.
3. He intentado dejar de jugar o jugar menos a los videojuegos, pero no he podido / Con frecuencia, juego a los videojuegos durante más tiempo del que me había propuesto al principio.
4. Cuando no puedo jugar a los videojuegos, me pongo nervioso y de mal humor.
5. Cuando me siento mal (nervioso, triste, enfadado) o cuando tengo problemas, juego más a los videojuegos.
6. Cuando he perdido una partida, o no he logrado obtener el resultado que quería, necesito volver a jugar para intentarlo de nuevo.
7. En ocasiones, oculto a los demás (mis padres, amigos, profesores...) que estoy jugando a los videojuegos para que no se enteren.
8. Para poder jugar a los videojuegos he faltado a clase o al trabajo / he tenido que mentirle a alguien / le he tenido que quitar dinero a alguien / he discutido, me he enfadado o me he peleado con alguien.
9. Por jugar a los videojuegos he dejado de hacer tareas del colegio o he dejado de hacer tareas de casa o me que quedado sin comer o me he acostado muy tarde o dedico menos tiempo a estar con los demás (amigos, hermanos...).

## Errores comunes
Debido a las diferencias en los patronímicos entre el ámbito anglosajón y España, en muchas de las citas al PVP o al artículo en que se presenta se alude a los autores como "Salguero, R.A.T. y Morán, R.M.B.".